# It's a Man's World
It's a Man's World (en español: Es un mundo de hombres) es el vigésimo segundo álbum de estudio de la cantante estadounidense Cher producido y publicado el 6 de noviembre de 1995 con la compañía Warner Bros. Records

## Información del álbum
Fue el primer álbum de Cher lanzado por la WEA tras el término de su contrato con la compañía Geffen. Producido principalmente por Christopher Neil y Stephen Lipson, el álbum está formado en su totalidad por covers de la talla de Marc Cohn, James Brown, Bonnie Raitt, Paul Brady y Don Henley en voz de la gran diva y fue editado en 2 versiones diferentes una para América y la otra para Europa, esta última versión europea contaba con tres temas inéditos y con algunos cambios en la producción de las canciones. 
Tales cambios no beneficiaron  la promoción del álbum ya que la versión americana fue lanzada posteriormente, por lo que no había una secuencia que permitiera a Cher permanecer en el top de las listas musicales más importantes. La gran publicidad europea convirtió It's A Man's World (UK version) en uno de los mejores álbumes de Cher, manteniéndola entre las favoritas de la radio y las discos del Reino Unido, España, Francia, Alemania, por citar algunos. 
Las versiones europeas que mantenían un ritmo Rock-Pop, además de la participación de Junior Vásquez en los remixes de One By One y The Sun Ain't Gonna Shine Anymore colocaron a Cher en una modesta posición en los charts 1995 y 1996.. En este lapso de trabajo y promoción europea que incluía apariciones en el "Top of the Pops" y otros shows Británicos y españoles, Cher también lanzaba paralelamente en 1996 It's a Man's World (US version) con un ritmo R&B y soft-pop sin ningún resultado a favor, incluso para ese tiempo solo promocionaba el álbum en escenarios poco vistos por el público y estaciones de radio en donde la única presentación realmente rescatable fue con "David Letterman". En ese mismo año 1996, Cher volvió a aparecer pero esta vez para la promoción de la película "If This Walls Could Talk" (con temática referente al aborto en diferentes décadas en Estados Unidos) para la cadena HBO a lado de Demi Moore y Sissy Spacek, en donde incursiona por primera vez en la dirección de la película además de agregar el sencillo One by One (US version) en los créditos de la película, igualmente en ese mismo año Cher había coprotagonizado junto con Chazz Palminteri y Ryan O´neal una película titulada Faithful, ambas películas tuvieron buena aceptación. La crítica durante este periodo fue muy constante en temas como la cirugía plástica, los infomerciales (Lori Davis, Equal, etc.), los fracasos musicales y cinematográficos. Durante 1997 Cher decidió tener un bajo perfil, sin embargo ya se encontraba trabajando en el estudio de grabación del que sería el álbum más exitoso de su carrera Believe el cual estaría listo para 1998.

### Videos: One By One, Walking in Memphis y Love Can Build a Bridge
El video que perteneció a "One By One", obtuvo buenos puestos en las listas Europeas ya que sonó mucho en las discotecas, sobre todo su versión remix oficial donde intervino Junior Vásquez. Destaca de este video las tomas a cuadro de la diva, mismas que son usadas en distintos remixes.
"Walking in Memphis" fue otro video popular con alta promoción en el canal de televisión VH1 y varias presentaciones en el TOP (top of the pops). En él se muestra a una Cher catacterizada de Elvis, misma que la haría famosa y que repetiría en presentaciones futuras en el TOP y en Divas Las Vegas. 
Al mismo tiempo, Cher había editado un sencillo con las colaboraciones de Neneh Cherry, Chrissie Hynde y Eric Clapton (en lo instrumental), el tema se llamó "Love Can Build a Bridge", tema que resultaría en un éxito inmediato similar al acontecido con "The Shoop Shoop Song" del que se desprende un video para MTV con gran aceptación para la región Europea. Este tema se encuentra en el recopilatorio de videos Closer to the Truth: The Whole Story e incluido en las dos últimas compilaciones de éxitos. 
A pesar de que sencillos como The Sun Ain´t Gonna Shine Anymore, Not Enough Love in the World y Paradise is Here no tuvieron videos, la WEA decidió promocionarlos en el mercado en formato compact disc los cuales actualmente resultan como "rare collectionables". La promoción de estos últimos sencillos en algunos programas muestra la convicción de Cher por el álbum y sus temas, aun así "It's A Man's World" pasó injustamente desapercibido a pesar de la inmensa calidad de los temas que lo acompañaban, el álbum nos demuestra uno de los mejores estados en el que la voz de la diva se pueda encontrar, un álbum como ella misma catalogaría como "sad album" con letras y matices que tienden a la melancolía, profundidad, tristeza pero también al amor y a la voluntad, algo muy característico del trabajo de Cher.

## Sencillos

### Europa
1. "Walking In Memphis"
2. "One By One"
3. "Not Enough Love in the World" (Single Mix)
4. "The Sun Ain't Gonna Shine Anymore" (Trevor Horn Remix)

### Estados Unidos
1. "One By One"
2. "Walking In Memphis"
3. "Paradise Is Here"

## Lista de canciones

### Versión europea
1. Walking in Memphis (Marc Cohn) - (3:58)
2. Not Enough Love in the World (Henley, Danny Kortchmar, Tench) - {4:23)
3. One by One (Griffiths) - (5:06)
4. I Wouldn't Treat a Dog (The Way You Treated Me) (Bland) - (3:37)
5. Angels Running (Patty Larkin) - (4:40)
6. Paradise Is Here (Paul Brady) - (5:05)
7. I'm Blowin' Away (Kaz) - (4:04)
8. Don't Come Around Tonight (Addison, Sharp) - (4:37)
9. What About the Moonlight (York) - (4:15)
10. The Same Mistake (Marc Jordan) - (4:28)
11. The Gunman (McAloon) - (5:13)
12. The Sun Ain't Gonna Shine Anymore (Bob Crewe, Gaudio) - (5:15)
13. The Shape of Things to Come (Creme, Horn) - (4:08)
14. It's a Man's Man's Man's World (Newsome) - (4:37)

### Versión americana
1. One by One (Sam Ward Remix) (Griffiths) - (4:06)
2. Not Enough Love in the World (Sam Ward Remix) (Henley, Kortchmar, Tench) - (4:24)
3. Angels Running (Daniel Abraham Remix) (Larkin) - (4:34)
4. What About the Moonlight (Sam Ward Remix) (York) - (4:17)
5. Paradise Is Here (Sam Ward Remix) (Brady) - (4:40)
6. The Same Mistake (Jordan) - (4:25)
7. I'm Blowin' Away (Kaz) - (4:02)
8. Walking in Memphis (Cohn) - (3:58)
9. The Sun Ain't Gonna Shine Anymore (Crewe, Gaudio) - (5:13)
10. The Gunman (Edit) (McAloon) - (5:08)
11. It's a Man's Man's Man's World (Newsome) - (4:36)

## Posicionamiento
| Listas (1995) | Posición Más Alta |
| ------------- | ----------------- |
| Billboard 200 | 64                |